# Aleksandra Stokić
Aleksandra Stokić (Požarevac, 17. oktobar 1979) vajar i dizajner je u Royal Australian Mint kovnici novca od 2011. godine.

## Biografija
Aleksandra Stokić je odrasla u malom gradu Kučevu u Severoistočnoj Srbiji gde je razvila strast za umetnost kao veoma mlada. Kao dete, posmatrala je dizajn na novčićima i pitala se kako je moguće kreirati tako detaljan prikaz na tako maloj površini. Tada joj se rodila ideja o njenoj budućnosti. Sa 14 godina školovala se u međunarodno priznatoj školi za dizajn u Beogradu gde je pohađala dizajnambalaže. Na taj način, mlada umetnica je već postavila velike planove za budućnost. U srednjoj školi je počela da se interesuje za vajarstvo.

## Edukacija
1998. godine, Aleksandra Stokić je počela sa pohađanjem Fakulteta primenjenih umetnosti u Beogradu,gde je stekla mogućnost da primeni svoje stečeno tehničko znanje u praktičnijem smislu. Fokusirajući se kursevima na vajarstvo, uspela je da proširi svoje veštine u tri dimenzije.Na trećoj godini fakulteta izučavala je izradu nakita i naučila kako da radi sa plemenitim metalima. Godine 2005. je primljena u prestižnu Školu metalnih umetnosti (School of Metallic Arts ) u Rimu. Specijalizovala se u Rimu na dizajnu i izradi kovanog novca nakon čega je tu ostala kao predavač. Na univerzitetu se upoznala sa alatkama koje će kasnije doprineti njenom razviću kao dizajneru kovanog novca svetske klase.

## Karijera
Tokom naredne tri godine, Aleksandra Stokić je osvojila tri nagrade na međunarodnim takmičenjima za izradu zlatnih medalja, uključujući i njen dizajn za Međunarodnu godinu astrologije (International Astrology Day) 2009. godine, koji je Japanska kovnica razvila u novčić. Za njeno vreme u Rimu takođe je nizala dizajne medalja za međunarodne sportske događaje i vatikanske proslave.
Posle trogodišnjeg rada u Školi metalnih umetnosti, Aleksandra uspešno nastavlja sa radom u italijanskoj kovnici (Istituto Polografica e Zecca dello Stato) odakle je otišla u Australiju.
Od 2011. Aleksandra Stokić je bila presudna u stvaranju nekih od najslavnijih novčića Australije.